# Waite Hoyt
Waite Charles Hoyt (Brooklyn, 9 settembre 1899 – Cincinnati, 25 agosto 1984) è stato un giocatore di baseball statunitense di ruolo lanciatore nella Major League Baseball (MLB). È stato introdotto nella National Baseball Hall of Fame nel 1969.

## Biografia
Hoyt nacque nel distretto di Brooklyn, a New York, da Addison and Louise Benedum Hoyt, e frequentò la Erasmus Hall High School nel suo distretto natio.

## Carriera
Cresciuto come tifoso dei Brooklyn Dodgers, Hoyt firmò il primo contratto professionistico con i New York Giants del manager John McGraw, all'età di 15 anni. A causa della sua giovanissima età, fu subito soprannominato "The Schoolboy Wonder".
Dopo una breve esperienza con i Giants, McGraw spedì Hoyt nelle minor league per fare esperienza. Queste fece però rapidamente ritorno nelle majors, questa volta con i Boston Red Sox. Le sue prestazioni attrassero le attenzioni dei New York Yankees, che lo acquisirono nel 1920. Nella prima stagione come Yankee ottenne 19 vittorie e lanciò tre gare complete nelle World Series 1921 dove non subì alcun punto. Nel corso della carriera vinse sei pennant dell'American League con gli Yankees e uno con i Philadelphia Athletics. Nelle sue migliori annate con gli Yankees, nel 1927 e nel 1928, Hoyt ebbe record rispettivamente di 22-7 con 2.64 di media PGL e 23-7 con 3.36 di media PGL. Nel corso dei suoi 21 anni di carriera, vinse 10 o più partite per 12 volte, 11 delle quali consecutivamente. Hoyt lanciò per altri otto anni dopo avere lasciato gli Yankees nel 1930, ma le sue prestazioni non furono più ugualmente dominanti.
Hoyt concluse la carriera con un record di 237–182 e una media PGL di 3.59. All'epoca del ritiro nel 1938 era il lanciatore ad avere ottenuto più vittorie nelle World Series, dove il suo record tra Yankees e Athletics fu di 6-4.

## Dopo il ritiro
Il 16 agosto 1948, Hoyt onorò Babe Ruth, parlando per due ore in diretta senza alcuna nota scritta precedenza, dopo essere venuto a conoscenza della sua scomparsa dopo una partita. I due erano stati compagni di squadra per dieci anni e Hoyt era uno dei pochi membri del ristretto gruppo di amici di Ruth. Robert Creamer, autore della biografia intitolata Babe, indicò nell'introduzione di quel libro che il lungo discorso da Hoyt poco dopo la morte di Ruth fu "il più sincero e gratificante lavoro su Ruth."
Membro per lungo tempo degli Alcolisti Anonimi, durante una gara del 1978, Hoyt disse malinconicamente che avrebbe potuto vincere 300 partite se avesse chiuso con l'alcool già durante i suoi giorni da giocatore. Dopo essersi unito agli A.A., rimase sobrio per più di quarant'anni.

## Palmarès

### Club
- World Series: 3

New York Yankees: 1923, 1927, 1928

### Individuale
- Capoclassifica dell'American League in vittorie: 1

1927